# Hugo Buchthal
Pour les articles homonymes, voir Buchthal.
Hugo Buchthal, né le 11 août 1909 à Berlin, et mort le 10 novembre 1996 à Londres, est un historien de l'art allemand, spécialiste de l'art byzantin et médiéval.

## Biographie
Né dans une famille de riches commerçants berlinois d'origine juive, Hugo Buchtal est le fils d'Eugen Buchthal (1878-1954) et Thea Wolff (1886-1968). Il fréquente le Herder-Reform-Gymnasium, à Charlottenberg, jusqu'en 1927, et entreprend des études de sciences économiques puis d'histoire de l'art dans les universités de la Sorbonne, de Heidelberg et de Berlin, avant de rejoindre le groupe constitué par Fritz Saxl, Edgar Wind et Erwin Panofsky à la bibliothèque Warburg de Hambourg. Il rend sa thèse sur le Codex Parisinus Graecus 139 plus tôt que prévu, pressé par l'arrivée au pouvoir des nazis, puis s'installe à Londres avec les chercheurs du Warburg en 1934. Il fréquente à Paris les jeunes historiens de l'art rassemblés autour d'Henri Focillon, et contribue à les rapprocher du Warburg, notamment André Chastel. En 1935, il commence des études d'arabe puis reçoit une bourse de l'université de Beyrouth (1936-1937). En 1938, il est nommé Lord Plumer Fellow de l'Université hébraïque de Jérusalem.
Il retourne ensuite en Angleterre comme bibliothécaire du Warburg en 1941-1943, alors installé à Denham. En 1944-1945, il est lecteur à l'Université de Londres. Il est chercheur invité à Dumbarton Oaks en 1950-1951 (et en 1965), et publie, en 1957, son ouvrage le plus important, Miniature Painting in the Latin Kingdom of Jerusalem (Oxford, Clarendon Press). Il est le premier chercheur à organiser en corpus d'étude les manuscrits enluminés produits dans les royaumes latins d'orient, depuis le psautier de la reine Mélisande (British Library, Egerton Ms. 1139) du XIIe siècle, jusqu'aux derniers manuscrits sortis des ateliers d'Acre. Son ouvrage demeure une référence dans le domaine.

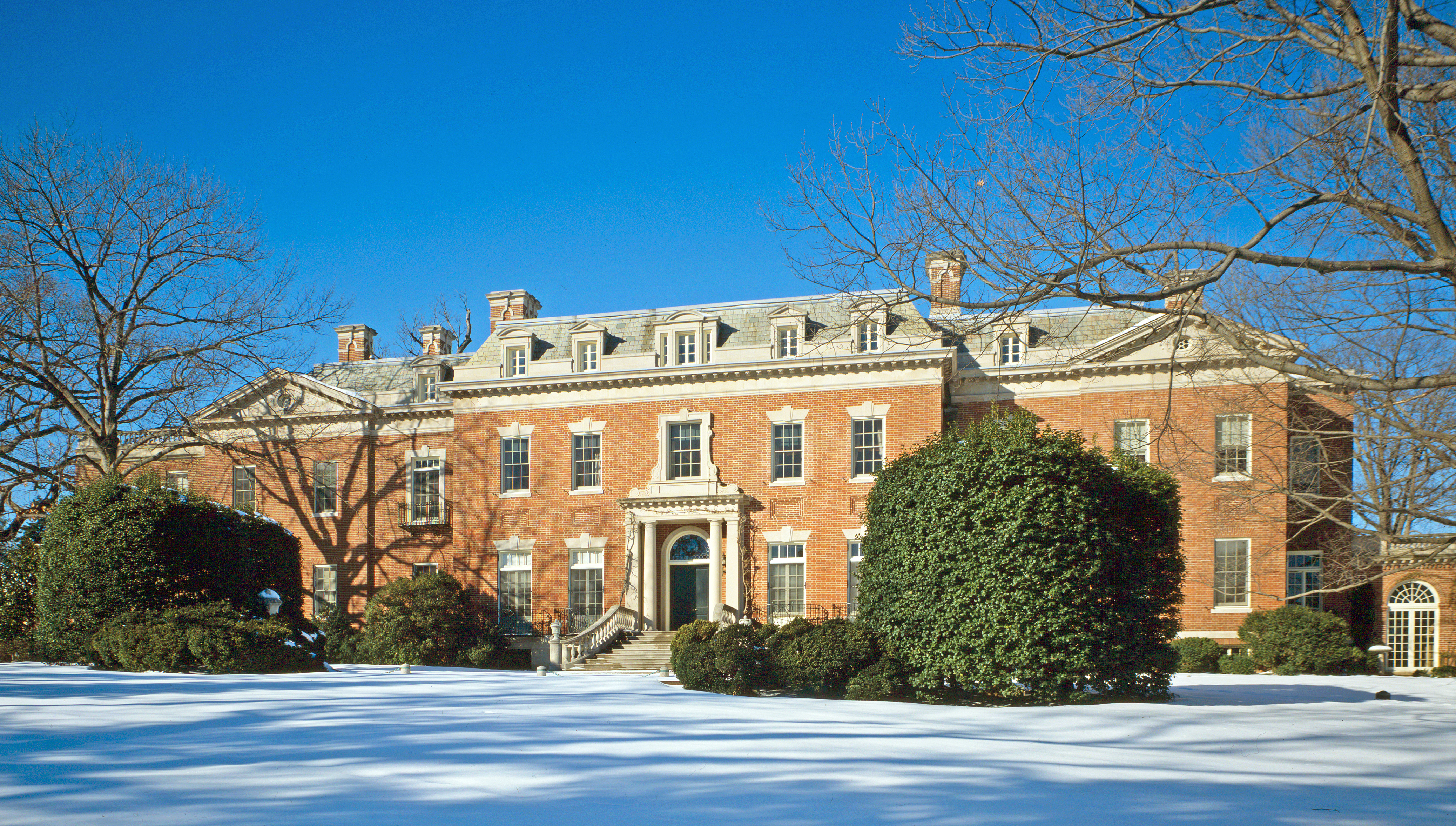
Dumbarton Oaks, Washington D. C.

Il est professeur au Warburg Institute de 1960 à 1965, et à l'Institute of Fine Arts de New York University, de 1965 à 1975. Il se consacre à l'étude des manuscrits français et italiens de la Légende de Troie, à la peinture byzantine et aux transferts artistiques et formels entre l'orient et l'occident médiévaux.
Il a aussi été professeur invité à l'Institute for Advanced Study de Princeton (1959-1960), à l'université Columbia (1963), et Guggenheim fellow (1970, 1971). Parmi ses élèves, on compte les byzantinistes Michael Kauffmann (en), Thomas F. Mathews, Harvey Stahl.
Buchthal a épousé en 1939 Amalia "Maltschi" Serkin (1904-1996), sœur du pianiste Rudolf Serkin (1903-1991).

## Publications
- (en) The Miniatures of the Paris Psalter: a Study in Middle Byzantine Painting, Londres : The Warburg Institute, 1938
- (en) A Hand List of Illuminated Oriental Christian Manuscripts, Londres : The Warburg Institute, 1942
- (en) The Western Aspects of Gandhara Sculpture. Annual Lecture on Aspects of Art, Henriette Hertz Trust of the British Academy, Proceedings of the British Academy, 1945, Londres : British Academy, 1947.
- (en) Miniature Painting in the Latin Kingdom of Jerusalem, Oxford : Clarendon Press, 1957
- (en) Historia Troiana: Studies in the History of Mediaeval Secular Illustration, Londres : Warburg Institute, University of London, 1971
- (en) Patronage in Thirteenth-century Constantinople: an Atelier of Late Byzantine Book Illumination and Calligraphy, Washington, DC : Dumbarton Oaks Center for Byzantine Studies/Harvard University, 1978
- (en) The "Musterbuch" of Wolfenbüttel and its Position in the Art of the Thirteenth Century, Vienna : Verl. d. Österr. Akad. d. Wiss., 1979

- (de) Hugo Buchthal, "Persönliche Erinnerungen eines Achtzigjährigen an sein Studium bei Panofsky in Hamburg", Wiener Jahrbuch, no 44, 1991, p. 205-213.
- (de) Hugo Buchthal, "Persönliche Erinnerungen an die ersten Jahre des Warburg Institutes in London", Wiener Jahrbuch, no 45, 1992, p. 213-221.